# 이종순 (1908년)

이종순(李鍾純, 1908년 ~ 1989년 4월 14일)은 대한민국의 정치인이다.

## 생애
한문을 수학하고 경성고등예비학원(京城高等豫備學院)을 졸업한 뒤 일본 와세다 대학 법과, 경제학과 교외생으로 졸업하였다. 이후 보통문관고시에 합격하고 면장, 청양군 권농과 과장, 보령군 군수, 홍성군 군수(1946년), 충청남도 도청 이재과(理財課) 과장을 역임하고 제2대, 제5대 국회의원을 역임하였다. 1967년경에는 농업에 종사하였다.

## 학력
- 경성고등예비학원 졸업
- 일본 와세다 대학교 법학과 졸업
- 일본 와세다 대학교 대학원 경제학과 경제학 석사 졸업
- 대한민국 국방대학원 행정학 석사 졸업

## 역대 선거 결과
|  | 18.43% |

|  | 22.59% |

|  | 10.02% |

|  | 22.94% |

|  | 37.18% |

## 참고 자료
- 이종순 - 대한민국헌정회
- 한국근현대인물자료 (국사편찬위원회)